# Subancistrocerus indochinensis
Subancistrocerus indochinensis är en stekelart som beskrevs av Gusenleitner 2000. Subancistrocerus indochinensis ingår i släktet Subancistrocerus och familjen Eumenidae. Inga underarter finns listade i Catalogue of Life.